# Nem határozói mellékmondatok a román nyelvben
Ez a szócikk a román nyelv mondattanának az összetett mondattal foglalkozó azon részére szorítkozik, amely a nem határozói mellékmondatokat (románul propoziții subordonate necircumstanțiale) tárgyalja, a hagyományos nyelvtan szemlélete szerint. Ezek fajtáival, bevezetőivel, helyével a főmondathoz képest, állítmányuk igemódjával és más szerkesztési jellegzetességekkel foglalkozik.

## Terminológiai pontosítások
A román nyelv mondattanát a román hagyományos nyelvészet magyarra átültetett terminológiájával írjuk le. A magyar nyelv nyelvészetében nem használt szakszavak a következők:
| Román terminus                      | Román terminus fordítása     | Megfelelő magyar terminus             | Példa |
| ----------------------------------- | ---------------------------- | ------------------------------------- | --- |
| propoziție predicativă suplimentară | állítmány-kiegészítői mondat | állapothatározói mellékmondat         | Am lăsat frigiderul cum l-am găsit ’Úgy hagytam a fridzsidert, ahogy találtam’                                  |
| propoziție completivă directă       | közvetlen-tárgyi mondat      | tárgyi mellékmondat                   | Cred că a plecat ’Azt hiszem, elment’                                                                           |
| propoziție completivă indirectă     | közvetett-tárgyi mondat      | részeshatározói mellékmondat          | Am scris cui trebuia ’Annak írtam, akinek kellett’                                                              |
| propoziție completivă indirectă     | közvetett-tárgyi mondat      | állandó/kötött határozói mellékmondat | Se miră cum nu înțeleg ’Azon csodálkozik, hogy lehet az, hogy nem értem’                                        |
| propoziție completivă de agent      | cselekvőt jelölő mondat      |                                       | A fost lăudat de cine l-a văzut ’Megdicsérte, aki látta.’ (szó szerint ’Meg lett dicsérve az által, aki látta’) |

## Közös vonásaik
Tartalmi (mondattani funkcióik és elvontságuk foka) és formai (szerkezetük) szempontból a nem határozói mellékmondatok jellegzetessége a határozóiakhoz (propoziții subordonate circumstanțiale) képest az, hogy tartalmuk inkább elvont és csaknem az összes szerkesztési eszközeik közösek. Ilyenek az alanyi, az állítmányi, az állítmány-kiegészítői, a jelzői, a közvetlen-tárgyi, a közvetett-tárgyi és a cselekvőt jelölő mellékmondat. Ezeket a mondattípusokat aszerint lehet csoportosítani, hogy lehetnek-e közvetett kérdő mondatok vagy sem:
- Lehet kérdő mondat az alanyi, az állítmányi, a jelzői, a közvetlen-tárgyi és a közvetett-tárgyi mondat.
- Nem lehet kérdő az állítmány-kiegészítői és a cselekvőt jelölő mondat.

## Alárendelési eszközök
A mellékmondat kötődhet az őt alárendelő főmondathoz egyrészt kötőszóval vagy kötőszói szerepet betöltő más szóval, másrészt közvetlenül. Ezeket a nyelvi eszközöket kiegészítheti a ragozás, a hanglejtés és a beszédszünet.
- Az alárendelés fő eszköze, amely minden mellékmondat esetében előfordul, a bevezető szó vagy szókapcsolat. Ez lehet kötőszó, kötőszó értékű szókapcsolat vagy más hasonló funkciót ellátó szó: vonatkozó névmás, kérdő névmás, határozatlan névmás vagy ezek determináns megfelelői; névmási vonatkozó határozószó, kérdő határozószó vagy határozatlan határozószó. A kötőszó csak bevezető elem, de a többi ugyanakkor mondatrész is a mellékmondatban.
- A ragozás másodlagos eszköze az alárendelésnek. A mellékmondatokat bevezető névmások és névmási determinánsok ragozásáról van szó.
- A szünet többnyire jellegzetes hanglejtéssel társul. Fő szerepe az elszigetelt és a nem elszigetelt mellékmondatok megkülönböztetése.

## A nem határozói mellékmondatok fajtái

### Az alanyi mondat(propoziția subiectivă)
Ennek a mondattípusnak alanyi funkciója van a főmondatbeli igéhez vagy igenévhez viszonyítva:
- az állítmány alanya: A sosit cine era așteptat ’Az jött, akit vártak’;
- igenév alanya: Sosind cine era așteptat, n-a mai fost nevoie de tine ’Mivel eljött az, akit vártak, nem volt szükség rád’ (szó szerint ’Eljövén az, akit vártak, …’).

Az alanyi mondatot bevezetheti:
- vonatkozó, kérdő vagy határozatlan névmás/determináns: Cine nu muncește nu mănâncă ’Aki nem dolgozik, ne is egyék’; Se știe câți turiști sosesc ’Tudni, hány turista érkezik’. A bevezető névmás esete a mellékmondatban betöltött funkciótól függ: az első példában alanyeset, a Cui nu-i place, să plece ’Akinek nem tetszik, menjen el’ mondatban részes eset.
- vonatkozó vagy kérdő határozószó vagy határozószó értékű szókapcsolat: Se știe unde vom fi cazați ’Tudni, hol leszünk elszállásolva’;
- kötőszó:

– că: E clar că nu știe ’Világos, hogy nem tudja’;
– să: S-a întâmplat să afle ’Úgy adódott, hogy megtudta’;
– dacă: Nu se știe dacă vine ’Nem tudni, eljön-e’.
Az alanyi mondat állítmánya akármelyik igemódban állhat (a felszólító módon kívül), attól függően, hogy mi az alárendelő ige jelentése. A bizonyosságot kifejező igék kijelentő módú vagy feltételes módú állítmányt vonzanak az alanyi mondatban, a kívánságot, a kötelességet, a szükségességet, a lehetőséget és ezek tagadását kifejezők pedig a kötőmódot. Feltételes módban álló alárendelő ige esetében a mellékmondat állítmánya lehet kötőmódban, de feltételes módban is, mint a magyarban. Egyes igék esetében ennek az igemódnak a magyar személyragos főnévi igenév felel meg, amikor pedig a mellékmondat alanya általános, a rag nélküli főnévi igenév. Példák:
Se știe la cine este cheia (kijelentő mód) ’Tudni, kinél van a kulcs’;
Bine ar fi să vină / dacă ar veni mai repede (kötőmód vagy feltételes mód) ’Jó lenne, ha hamarabb jönne el’;
Trebuie să plec (kötőmód) ’Mennem kell’;
Să știi advărul și să nu-l spui nu e corect (kötőmód) ’Tudni az igazat, és nem megmondani nem helyes’;
Ha egyik mondat sincs kihangsúlyozva, az alanyi mondat helye a főmondathoz viszonyítva a bevezető szótól függ. Ha ez névmás, akkor az alanyi mondat az első, kivéve a közvetett kérdő alanyi mondatot, ha pedig kötőszó, akkor a főmondat áll az első helyen (lásd az eddigi példákat). Ha a beszélő szándéka kihangsúlyozni az alanyi mondatot, ennek akármelyik típusa az első helyre kerül: Cine a făcut asta, nu se știe ’Ki tette ezt, nem tudni’; Că s-a întâmplat așa, e foarte trist ’Hogy így történt, az nagyon szomorú’.
A román nyelvben előfordul az is, hogy a főmondat és az alanyi mondat összefonódnak, éspedig akkor, amikor az utóbbi alanyát névszó fejezi ki: Voi se cuvine să ascultați de părinți ’Nektek illik a szüleitekre hallgatnotok’ Az alanyi mondat alanya a főmondat elé kerül, a többi része pedig mögé.

### Az állítmányi mondat(propoziția predicativă)
Ez a mondatfajta névszói állítmány névszói részét helyettesíti. A kopula állhat valamelyik igemódban (El este ce pare ’Ő olyan, amilyennek tűnik’), de lehet igenév is: Fiind ce pare, nu poate fi acuzat de ipocrizie ’Olyan lévén, amilyennek tűnik, nem lehet képmutatással vádolni’.
Az állítmányi mondat bevezetői:
- vonatkozó, kérdő vagy határozatlan névmás/determináns: Problema este cine vine ’Az a kérdés, ki jön el’;
- a cum ’hogyan’, oricum ’akárhogy’, precum ’amint’, cât ’mennyi’, oricât ’akármennyi’ vonatkozó, kérdő vagy határozatlan határozószók: Orașul este cum îl știi ’A város olyan, amilyennek ismered’;
- a ca și cum ’mintha’, după cum ’amint’ hasonlító kötőszó értékű szókapcsolatok: Totul este ca și cum nu s-ar fi întâmplat nimic ’Minden olyan, mintha semmi sem történt volna’;
- a că, să, dacă kötőszók: Necazul este că vine și el ’Az a baj, hogy ő is eljön’, Intenția sa este să ajute ’A szándéka az, hogy segítsen’, Întrebarea este dacă vine ’A kérdés az, hogy eljön-e’;

Az állítmányi mondat helye a főmondat mögött van. Csak ha kihangsúlyozzák, ami ritkán fordul elő, akkor kerül az első helyre: Ce am fost nu mai pot fi ’Ami voltam, már nem lehetek’.

### Az állítmány-kiegészítői mondat(propoziția predicativă suplimentară)
Ez a mellékmondattípus az egyszerű mondatbeli állítmány-kiegészítőnek felel meg. A főmondatbeli igének van közvetlenül alárendelve, és ezzel többnyire egyidőben történő cselekvést fejez ki. Ugyanakkor a főmondat egy másik mondatrészére is utal, például:
- az alanyra: Se aude apa cum clipocește ’Hallatszik a víz csobogása’ (szó szerint ’Hallatszik a víz, amint csobog’);
- a közvetlen tárgyra: Aud apa cum clipocește (szó szerint ’Hallom a vizet, amint csobog’);

Ennek a mondatfajtának a leggyakoribb bevezetője a fenti példákbeli cum határozószón kívül a să kötőszó: L-a făcut să înțeleagă ’Megérttette vele’ (szó szerint ’Megcsinálta őt, hogy értse’).
Az állítmány-kiegészítői mondat helye általában a főmondat mögött van, de olykor előtte, kihangsúlyozás céljából: Cum au fost le-am lăsat ’Ahogy voltak, úgy hagytam őket’.

### A jelzői mondat(propoziția atributivă)
Ez a mondattípus többnyire egy, a főmondatbeli névszó jelzőjeként működik (Noi, care i-am fost colegi, îl cunoaștem ’Mi, akik kollégái voltunk, ismerjük’), de alárendelheti egy egész mondat is: Vorbește urât, ceea ce mă supără ’Csúnyán beszél, ami bosszant engem’. Két fő fajtája van: tulajdonképpeni jelzői mondat (az első példa) és értelmezői mondat (a második).

#### A tulajdonképpeni jelzői mondat(propoziția atributivă propriu-zisă)
Ennek főbb bevezetői a következők:
- a care ’aki’, ’amely(ik)’, ’ami’; ce ’amely(ik)’, ’ami’ vonatkozó névmások: Este un om pe care te poți bizui ’(Ő) olyan ember, akire lehet számítani’; Anul ce vine va fi mai bun ’A jövő év (szó szerint ’az év, amelyik jön’) jobb lesz’. A drept, după, la, pentru elöljárószókkal ellátott care vonatkozó névmás egész mondat jelzője lehet: S-a închinat, după care s-a așezat la masă ’Keresztet vetett, minekutána asztalhoz ült’.
- a când ’amikor’, cum ’amilyen’, unde ’ahol’ vonatkozó határozószók, elöljáróval vagy anélkül: ziua când ne-am cunoscut ’az a nap, amikor megismerkedtünk’; E un eveniment cum n-a mai fost ’Ez olyan esemény, amilyen még nem volt’; orașul unde m-am născut ’az a város, amelyben születtem’. A de elöljárós unde által bevezetett mellékmondat egész főmondat jelzője is lehet: A plecat fără să mă anunțe, de unde am înțeles că s-a supărat ’Anélkül ment el, hogy jelezte volna nekem, amiből arra következtettem, hogy megharagudott’.
- az oricare ’akárki’, ’akármelyik’ határozatlan névmás/determináns, és az oricine ’akárki’ határozatlan névmás, csak birtokos esetben: Datoria oricui întâlnește un accidentat este să-l ajute ’Akárki olyan, aki balesetben sérültre bukkan, köteles segíteni rajta’.
- a că, să, dacă kötőszók: Faptul că vine și Paul le poate influența hotărârea ’Az a tény, hogy Paul is eljön, befolyásolhatja az elhatározásukat’; Și-au exprimat dorința să încheie un contract ’Kinyilvánították azt a kívánságukat, hogy szerződést kössenek’; Întrebarea dacă hotărârea e justă rămâne deschisă ’Az a kérdés, hogy az elhatározás helyes-e, nyitott marad’.

Néhány szerkezeti jellegzetesség:
- A care vonatkozó névmás nemben és számban azzal a főmondatbeli szóval egyezik, amelyikre utal, esete viszont a jelzői mondatbeli funkciójának felel meg: Tânărul căruia i-am dat cheia este fiul meu ’A fiatalember, akinek a kulcsot adtam, a fiam’, de Fata căreia i-am dat cheia este nora mea ’A lány, akinek a kulcsot adtam, a menyem’.
- Amikor a care vonatkozó névmás közvetlen tárgy vagy a részeshatározónak megfelelő közvetett tárgy, ezek a mondatrészek hangsúlytalan alakú személyes névmás formájában is megjelennek. A fenti példákban ugyanazt a részeshatározót a căruia, illetve căreia vonatkozó névmás, és az i- személyes névmás is kifejezi. Példa közvetlen tárgyra: Fata pe care ai văzut-o este prietena mea ’A lány, akit láttál, a barátnőm’. Ugyanazt a közvetlen tárgyat a pe care vonatkozó névmás is, meg az -o személyes névmás is kifejezi.
- Az oricare ’akárki’, ’akármelyik’; oricine ’akárki’ határozatlan névmások esete a főmondattal való viszonytól függ, és nem egyezik a mellékmondatbeli funkciójával. A Datoria oricui întâlnește un accidentat este să-l ajute ’Akárki olyan, aki balesetben sérültre bukkan, köteles segíteni rajta’ mondatban oricui birtokos esetű, mert a datoria birtokosa, mégis a jelzői mondat alanya.
- A jelzett szóval való viszonya szempontjából a jelzői mondat lehet nem elszigetelt (az összes fenti példa) vagy elszigetelt. Az utóbbit a beszédben jellegzetes hanglejtés és szünet jelzi, irásban pedig vessző. (A román helyesírás szerint nem kerül vessző a nem elszigetelt jelzői mondat elé.) Példa:

– Am văzut un singur spectacol care mi-a plăcut – nem elszigetelt jelzői mondat – ’Egyetlen olyan előadást láttam, amelyik tetszett’, azaz ’Több előadást láttam, de csak az egyik tetszett’;
– Am văzut un singur spectacol, care mi-a plăcut – elszigetelt jelzői mondat – ’Egyetlen előadást láttam, amelyik tetszett’, azaz ’Csak egy előadást láttam, és az tetszett’.
A jelzői mondat állítmánya akármilyen igemódú lehet, kivéve a felszólító módot:
Era de o frumusețe care nu s-a mai văzut (valós történés – kijelentő mód) ’Addig nem látott szépségű volt’ (szó szerint ’Olyan szépségű volt, amilyet még nem láttak’);
A trimis observatori care să-i relateze tot (a főmondat alanyának a kívánsága – kötőmód) ’Megfigyelőket küldött, akik mindent mondjanak el neki’;
A jelzői mondat helye mindig a jelzett szó után van, többnyire közvetlenül mögötte. Ezért sokszor a főmondat belsejében található.

#### Az értelmezői mondat(propoziția apozitivă)
Ennek a mondatfajtának a közvetlen alárendelője nemcsak főmondatbeli névszó lehet, hanem határozószó, ige, szócsoport vagy az egész főmondat is.
Bevezető szó nélkül is köthető a főmondathoz: Am făcut o greșeală: n-am trimis scrisoarea ’Hibát követtem el: nem küldtem el a levelet’.
Bevezető szavak:
- kötőszó: Nu se știe când sosește trenul, dar un lucru e sigur: că întârzie mult ’Nem tudni, mikor érkezik a vonat, de egy dolog biztos: az, hogy sokat késik’;
- vonatkozó névmás: Ne înțelegem bine, ceea ce e important ’Jól megvagyunk egymással, ami fontos’;
- vonatkozó határozószó: Știu ce cameră ați luat: unde ați dormit și anul trecut. ’Tudom, melyik szobát vettétek ki: ahol tavaly is aludtatok’.

Az értelmezői mondat mindig elszigetelt és tartalmazhatja az adică ’azaz’ vagy az anume ’pontosan’ jellegzetes határozószók egyikét: Se pregătește serios pentru examen, adică citește, cere explicații etc. ’Komolyan készül a vizsgára, azaz olvas, magyarázatokat kér stb.’; Nu cunosc numărul invitaților, câți anume ai chemat ’Nem ismerem a meghívottak számát, pontosan hányat hívtál meg’.
Az értelmező mondat helye az alárendelője után van. Csak a ceea ce vonatkozó névmás által bevezetett lehet az alárendelője előtt is: Ne cunoaștem de mult și, ceea ce e important, ne înțelegem bine ’Régóta ismerjük egymást és, ami fontos, jól megvagyunk egymással’.

### A közvetlen-tárgyi mondat(propoziția completivă directă)
Ez a mondattípus közvetlen-tárgyi funkciót tölt be a főmondat állítmányának vagy egy igenévnek alárendelve: Aștept să termini ’Azt várom, hogy fejezd be’; Așteptând să termini, am întârziat ’Azt várva, hogy fejezd be, elkéstem’.
Bevezetői:
- vonatkozó, kérdő vagy határozatlan névmás/determináns: Am împărțit ce am câștigat ’Elosztottuk, amit megkerestünk’; Spune-le cine sunt! ’Mondd meg nekik, ki vagyok!’; Spune orice vrei! ’Mondj, akármit akarsz!’;
- vonatkozó vagy kérdő határozószó: Știu unde s-a dus ’Tudom, hova ment’;
- a că, să, ca … să,[6] dacă kötőszók: Cred că a plecat ’Azt hiszem, elment’; Vreau să vii și tu ’Azt akarom, hogy te is eljöjj’; Doresc ca toți să înțeleagă ’Azt kívánom, hogy mindenki megértse’; Întreabă dacă vine și George! ’Kérdezd meg, eljön-e George is!’

A személyt képviselő pe elöljáróval ellátott vonatkozó névmás, határozatlan névmás vagy determináns által bevezetett, a főmondat elé helyezett közvetlen-tárgyi mondatra kötelező visszautalni egy főmondatbeli hangsúlytalan személyes névmással: Pe oricine întâlnești, să-l saluți ’Akárkivel találkozol, köszönj neki!’ A főmondat mögött levő közvetlen-tárgyi mondatra egyes bevezető szavak esetében lehetséges az előreutalás, de nem kötelező (Am trimis vagy I-am trimis pe câți au fost aici ’Ahányan itt voltak, elküldtem őket’), más szavak esetében pedig tilos: Servea frumos pe oricine intra în magazin ’Szépen szolgált ki akárkit, aki az üzletbe lépett’.
A közvetlen-tárgyi mondat állítmányának igemódja az alárendelő ige jelentésétől függ. A kijelentést és a véleményt kifejező igék általában a kijelentő vagy a feltételes módot vonzzák, a szándékot, a kívánságot, a kérést, a felszólítást és a parancsot kifejezők pedig a kötőmódot. Amikor a mellékcselekvés alanya azonos a főcselekvésével, a kötőmódnak a magyar főnévi igenév felel meg. Egyes alárendelő igékkel a románban is lehetséges a főnévi igenév, de helyettesíthető a kötőmóddal. Példák:
Cred că pleacă (kijelentő mód) ’Azt hiszem, hogy elmegy’;
Doresc să vii (kötőmód) ’Azt kívánom, hogy jöjj el’;
Să cos nu știu (kötőmód) ’Varrni nem tudok’;
Pot cânta (főnévi igenév) vagy Pot să cânt (kötőmód) ’Tudok/Bírok énekelni’, ’Énekelhetek’.

### A közvetett-tárgyi mondat(propoziția completivă indirectă)
Ezt a mondatfajtát négyféle főmondatbeli szó rendelheti alá, azonos módon, mint a közvetett tárgyat az egyszerű mondatban:
- az állítmány: Am scris cui trebuia ’Annak írtam, akinek kellett’;
- igenév: Scriind cui trebuia, am rezolvat totul ’Annak írva, akinek kellett, mindent megoldottam’;
- melléknév: Dornic să-l întâlnească, i-a telefonat. ’Mivel találkozni kívánt vele, telefonált neki’ (szó szerint ’Kívánó, hogy találkozzon vele,…’);
- határozószó: A lucrat independent de cine crezi ’Függetlenül dolgozott attól, akire gondolsz’.

Bevezető szavak:
- vonatkozó, kérdő vagy határozatlan névmás/determináns: Dau ajutor cui are nevoie ’Annak segítek, akinek szüksége van rá’; Dau ajutor oricui are nevoie ’Akárkinek segítek, akinek szüksége van rá’; Mă mir ce face acolo ’Csodálkozom azon, amit ott csinál’;
- vonatkozó vagy kérdő határozószó: Se miră cum nu înțeleg ’Azon csodálkozik, hogy lehet az, hogy nem értem’;
- a că, să, ca … să, dacă kötőszók: Mă bucur că vii ’Örvendek, hogy eljösz’; Se feresc să-și dea părerea ’Óvakodnak attól, hogy kimondják a véleményüket’.

Szerkezeti jellegzetességek:
- A bevezető vonatkozó vagy határozatlan névmás esetét a főmondattal való viszonya határozza meg. Ez csak elöljáró nélküli részeshatározó eset, elöljárós tárgyeset vagy elöljárós birtokos eset lehet: Dau ajutor oricui are nevoie ’Akárkinek segítek, akinek szüksége van rá’; A lucrat independent de cine crezi ’Függetlenül dolgozott attól, akire gondolsz’.
- A bevezető kérdő névmás esete az, amelyiket a mellékmondatbeli funkciója követeli meg: Nu mă dumiresc a cui este ’Nem tudok rájönni, kié’.
- Tagadó szerkezetű közvetett-tárgyi mondatokban a tagadást a cumva határozószó erősítheti meg: Are grijă să nu cadă în apă ’Arra vigyáz, hogy ne essen a vízbe’ – Are grijă ca nu cumva să cadă în apă ’Arra vigyáz, nehogy a vízbe essen’.
- A részes esetű vagy az ezzel azonos értékű la elöljárós tárgyesetű vonatkozó vagy határozatlan névmás/determinánssal bevezetett, és a főmondat elé helyezett közvetett-tárgyi mondatra vissza kell utalni a főmondatban egy hangsúlytalan személyes névmással: Cui mă întreabă îi răspund ’Annak, aki kérdez, válaszolok’; Oricui mă întreabă îi răspund ’Akárki kérdez, válaszolok neki’; La oricâți îmi cer le dau ajutor ’Akárhányan kérik, segítek nekik’ A főmondat mögé helyezett közvetett-tárgyi mondatra általában lehet előreutalni, de nem kötelező: (Îi) răspund oricui mă întreabă ’Válaszolok akárkinek, aki kérdez’; (Le) dau ajutor la oricâți îmi cer ’Segítek akárhánynak, aki kéri’. Az îi e cald ’melege van’ típusú főmondatok[7] esetében viszont az előreutalás kötelező: Îi e somn cui n-a dormit noaptea ’Álmos az, aki nem aludt éjszaka’.
- Egyazon főmondathoz két különböző értékű és szerkezetű közvetett-tárgyi mondat is tartozhat: Oricui se interesează îi vorbesc cu plăcere despre ce am realizat ’Akárkinek, aki érdeklődik, szívesen beszélek arról, amit elértem’.
- A közvetett-tárgyi mondat állítmányának igemódja az alárendelő ige jelentésétől függ. A feltételes módú igének alárendelt mellékmondat állítmányának kötőmódú megfelelője a magyar feltételes mód. E mellékmondat esetében is a kötőmódnak magyarban a főnévi igenév felel meg, ha egyetlen alany két cselelvéséről van szó. Példák:

Sunt convins că așa e bine (bizonyosság – kijelentő mód) ’Meg vagyok róla győződve, hogy így a jó’;
M-aș bucura să vii și tu (kívánság – kötőmód) ’Örülnék neki, ha te is eljönnél’;
Se pregătește să plece (szándék – kötőmód) ’Elmenni készül’.
- Különös a félelmet kifejező igéknek alárendelt közvetett-tárgyi mondat szerkezete. A Mă tem că pleacă és a Mă tem să nu plece mondatok azonos jelentésűek, bár az elsőben a mellékmondat állítmánya kijelentő módú, a másodikban pedig kötőmódú, nem tagadó értelmű tagadószóval (románul nu expletiv), akárcsak a magyar nyelvben az ezeknek megfelelő ’Félek, hogy elmegy’, illetve ’Félek, nehogy elmenjen’. Ezeknek ellenkezője a Mă tem că nu pleacă. ’Félek, hogy nem megy el’ mondat, valóban tagadott kijelentő módú állítmánnyal a mellékmondatban.

A közvetett-tárgyi mondat helye az alárendelője után van, hacsak nincs kihangsúlyozva, mikoris az első helyet foglalja el: De ce te temi, nu scapi ’Amitől félsz, nem menekülsz’ Összefonódás is lehetséges a főmondattal: Cui crezi că i-am scris? ’Mit gondolsz, kinek írtam?’

### A cselekvőt jelölő mondat(propoziția completivă de agent)
Ez a mellékmondat az egyszerű mondatbeli szenvedő ige kiegészítőjének felel meg. Csak a de vagy a de către elöljáróval ellátott vonatkozó vagy határozatlan névmás vezetheti be: A fost lăudat de cine l-a văzut ’Megdicsérte, aki látta’ (szó szerint ’Meg lett dicsérve az által, aki látta’). Állítmányának igemódja a kijelentő, a feltételes vagy a feltételező mód lehet. Kihangsúlyozás céljából a főmondat elé is helyezhető: De oricine l-a văzut a fost lăudat ’Akárki látta, megdicsérte’.